# Ahmad Ibn Touloun
Ahmad Ibn Touloun (835-884) est le fondateur de la dynastie des Toulounides qui a régné sur l'Égypte de 868 à 905. À l'origine, envoyé par le calife abbasside pour gouverner l'Égypte, il  prend vite son autonomie politique vis-à-vis de Bagdad.

## Biographie
Son père, prénommé Touloun, est un des esclaves turcs que le gouverneur de Boukhara envoie au calife Al-Mâ'mûn. Il reste au service de la cour abbasside jusqu’à sa promotion au rang de prince. Son fils  Ahmad, se tourne vers les études scientifiques et littéraires. Il apprend le coran, la jurisprudence et les hadiths et surpasse en ce domaine tous ses camarades.

### Gouverneur d'Egypte
Sous le calife Al-Mu'tasim, des chefs turcs commencent à grimper dans la hiérarchie, au point de devenir gouverneurs de provinces. Ils peuvent alors bénéficier des revenus locaux qui alimentent leur troupe et leur permettent de prendre le pas sur la bureaucratie civile. En général, les généraux turcs préfèrent rester à proximité du centre du pouvoir, à Samarra, et envoient leurs lieutenants gouverner en leur nom. Ainsi, quand Bakbak est nommé gouverneur d'Egypte, il préfère envoyer son beau-fils, Ahmad, pour gérer la province. Ahmad ibn Touloun s'y rend le 27 août 868 et atteint Fustat, la capitale, le 15 septembre.
Quand il arrive, il doit sécuriser sa position, encore fragile. A la tête de la garnison de la région, il a le titre de titre de commandeur de l'armée et de la prière du vendredi (wāli al-jaysh waʾl-ṣalāt) mais les prérogatives fiscales, notamment foncières (le kharāj) restent concentrées entre les mains du puissant fonctionnaire Ibn al-Mudabbir, en poste depuis les alentours de l'année 861. Depuis, il a acquis une sévère impopularité pour avoir doublé les taxes et en avoir créé de nouvelles, tant pour les Musulmans que pour les non-Musulmans. Quand il rencontre Ibn al-Mudabbir et Shukayr, chef de l'administration postale, ibn Touloun exprime directement son intention d'être le seul maître de l'Egypte. Ainsi, il refuse leur cadeau de 10 000 dinars. Durant quatre ans, lui et ses rivaux envoient plusieurs messagers à la cour califale pour y plaider leur cause mais c'est Ibn Toulon qui l'emporte, obtenant le départ de Ibn al-Mudabbir pour la Syrie en juillet 871. Dans le même temps, Shuayr s'éteint, laissant Ibn Toulon sans concurrence. 
À l'époque du gouvernorat de Ibn Touloun, l'Egypte connaît une évolution profonde. En 834, sa première élite musulmane, installée à Fustat, perd ses privilèges et le pouvoir passe aux mains des envoyés de la cour abbasside. En outre, c'est au même moment que la population musulmane dépasse les Chrétiens coptes, impliquant une arabisation et une islamisation accrue de la société. La découverte de mines d'or et d'émeraudes à Aswan entraîne un afflux important de nouveaux arrivants, tandis que les troubles internes au califat abbasside favorisent l'apparition de mouvements millénaristes, portés par des figures millénaristes. L'une d'entre elles est Ibn al-Soufi, un descendant de Omar, le fils d'Ali. Il se rebelle en 869 et massacre la population d'Esna. Durant l'hiver qui suit, il vainc une armée envoyée par Ibn Touloun mais doit malgré tout se retirer dans les oasis. Il y reste jusqu'à sa défaite contre un potentat local, Abu Abdallah ibn Abd al-Hamid al-Umari en 872. L'un de ses partisans, Abu Ruh Soukoun se rebelle à nouveau en 873-874 et Ibn Touloun n'a d'autres choix que de lui offrir l'amnistie. Quant à al-Umari, il fonde une principauté autonome autour d'importantes mines d'or et repousse les forces loyalistes. Une autre révolte éclate en 874-875, menée par le gouverneur de Barqa, Muhammad ibn al-Faraj al-Farghani. Ibn Touloun tente la voie de conciliation, sans succès et finit par envoyer une armée l'assiéger et prendre la ville, avec des représailles modérées.
Dans l'intervalle, profitant de l'anarchie en Irak, le gouverneur de la Palestine, Isa ibn al-Shaykh al-Shaybani, fonde une principauté bédouine quasi-indépendante, qui perturbe les relations commerciales de l'Egypte et menace Damas. Quand le calife al-Muhtadi arrive sur le trône en juillet 869, il lui offre l'amnistie, ainsi qu'un pardon s'il accepte de céder le trésor qu'il a accumulé. Essuyant un refus, le calife ordonne à Ibn Touloun de marcher contre lui. Le gouverneur d'Egypte achète en masse des esclaves venant d'Afrique et de Byzance pour composer son armée mais quand il arrive à al-Arish, il reçoit l'ordre de se retirer. C'est un autre général turc, Amajur al-Turki, qui a écrasé la sécession de Ibn al-Shaykh et s'est installé comme nouveau gouverneur jusqu'en 878. Toutefois, Ibn Touloun dispose désormais d'une armée à ses ordres, composée d'environ 25 000 Turcs et 40 000 esclaves africains et grecs, sans compter des mercenaires. Il aurait notamment une garde personnelle composée de soldats originaires de la région de Ghor.
Le beau-père de Ibn Toulon, Bakbak, est assassiné en 869 ou 870 mais c'est un autre de ses parents, Yarjoukh, qui prend sa place dès l'été 871, avec pour mission de superviser l'action d'Ibn Touloun en Egypte. Il accroît son autorité sur la région en lui confiant le contrôle d'Alexandrie et de Barqa. En 873, Ibn Touloun confie le gouvernement d'Alexandrie à son fils aîné, Abbas. Pour affirmer son pouvoir, il fait batir un nouveau palais près de Fustat, appelé Al-Qatâ'i, en 870. Son objectif devient de plus en plus de s'émanciper du califat abbasside et son nouveau centre du pouvoir entend rivaliser avec Samarra. Il y installe son armée et fait construire une mosquée baptisée de son nom, en 878-880. Enfin, des marchés, un hôpital et un hippodrome sont bâtis, même si Ibn Touloun continue de résider dans un monastère copte près de Fustat.

### Le gouvernement d'Ibn Touloun
L'administration de l'Egypte est déjà bien développée quand arrive Ibn Touloun, comprenant divers départements responsables de la collecte de l'impôt, la supervision de la poste et la gestion des greniers publics, les terres du delta du Nil et potentiellement des domaines privés du gouverneur. Une chancellerie pourrait aussi avoir existé ou est mise en place par Ibn Touloun, quand il réforme l'administration sur le modèle du gouvernement abbasside. Les fonctionnaires sont généralement formés au sein de la cour califale et le chancelier d'Ibn Touloun est Abu Ja'far Muhammad ibn Abd al-Kan, tandis que les frères Banu al-Muhajir occupent les principales fonctions d'influence dans la province. Enfin, Ibn Touloun semble avoir fait un usage important d'espions et s'enquiert des correspondances entre sa province et la cour du calife.
Le régime d'Ibn Touloun s'apparente largement à celui des ghulams, ces esclaves-soldats turcs qui parviennent au faîte du pouvoir et installent des dynasties locales, profitant de l'affaissement du califat abbasside. Ces régimes s'appuient sur une armée régulière, composée de ghilman, faisant du paiement de la solde l'enjeu fondamental du gouvernement. De ce fait, le besoin de financement nécessite une administration fiscale et budgétaire efficace, conduisant à l'avènement de dynasties de bureaucrates en Egypte, avec les Al-Madhara'i. Toutefois, il reste difficile d'évaluer la politique économique et budgétaire des Toulounides, même si le maintien de l'ordre et de la paix, une administration efficace et l'amélioration du système d'irrigation mènent à une hausse des revenus et un trésor de plus en plus excédentaire. Si la fiscalité repose largement sur l'impôt foncier, d'autres revenus sont issus d'activités commerciales, en particulier liées au textile.

### Conquête de la Syrie
Au début des années 870, le pouvoir abbasside connaît d'importants bouleversements. Le prince al-Muwaffaq devient le régent de facto, mettant de côté le calife en titre, Al-Mu'tamid. Il contrôle la moitié est du califat en propre, tanids que le fils et héritier du calife, al-Mufawwad, gouverne nominalement la partie ouest, avec le général turc Musa ibn Bugha. Dans les faits, c'est bien al-Muwaffaq qui a la mainmise sur le califat, s'inquiétant de la montée en puissance des Saffarides en Orient et par la rébellion des Zanj en Irak. Il cherche aussi à tenir sous contrôle les généraux turcs et à prévenir les tensions internes au sein du gouvernement. Tous ces enjeux à gérer favorisent les visées autonomistes de Ibn Touloun, qui peut consolider son pouvoir en Egypte. Il se tient notamment à l'écart du conflit des Zanj et refuse de reconnaître al-Mufawwad comme son suzerain, ce dernier refusant à son tour de le confirmer comme gouverneur.
C'est vers 875 que le conflit éclate, quand Ibn Touloun refuse de reverser l'impôt au pouvoir central. Plus précisément, il privilégie al-Mu'tamid à al-Muwaffaq, qui ne récupère que 1,2 million de dinars contre 2,2 millions pour son rival. Al-Muwaffaq tente de le démettre mais aucun fonctionnaire de Bagdad n'est prêt à prendre la place de Ibn Touloun, qui les a achetés. Il essaie aussi de le pousser à se retirer mais sans succès. Ibn Touloun investit dans une flotte et fortifie ses frontières, ainsi que ses ports, dont Alexandrie. Il construit aussi un bastion sur l'île de Roda, pour protéger Fustat. Al-Muwaffaq nomme ensuite Musa ibn Bugha comme gouverneur et l'envoie avec des troupes en Syrie. Toutefois, Musa ne va pas plus loin que Raqqa, du fait d'un manque de ressources et de la crainte inspirée par l'armée d'Ibn Touloun. Après dix mois d'inaction et un début de sédition, Musa rentre en Irak. En 878, affichant publiquement son soutien à Al-Mu'tamid, Ibn Touloun prend le titre de servant du commandeur des croyants.
Ibn Touloun se saisit de l'occasion pour s'imposer comme le principal défenseur de la Syrie face à l'Empire byzantin. Il réclame le gouvernorat des districts frontaliers de la Cilicie et, si al-Muwaffaq refuse d'abord, al-Mu'tamid parvient à s'imposer et lui confie la défense de la frontière, alors que les Byzantins connaissent des succès. Ibn Touloun se rend en personne dans la région et reçoit l'allégeance du fils d'Amajur, récemment mort. Il le nomme comme gouverneur de Ramla et prend possession de Damas, Homs, Hama et Alep. A Damas, Ibn Touloun rencontre ibn al-Mudabbir, qui sert sous les ordres d'Amajur, en Palestine et à Damas. Il est envoyé en prison où il meurt en 883 ou 884 mais dans l'ensemble, Ibn Touloun conserve les cadres de l'administration provinciale. Seul le gouverneur d'Aleprefuse de le reconnaître et décide de fuir vers Antioche, où il est assiégé, avant d'être assassiné, apparemment par une femme. Ibn Touloun pursuit vers Tarse, où il prépare une campagne contre les Byzantins. Toutefois, la présence de son armée mène à une hausse des prix, causant des troubles parmi les habitants de la région, qui demandent le retrait de ses soldats ou la baisse de leur nombre. En outre, Ibn Touloun apprend que son fils, Abbas, qu'il a laissé comme régent en Egypte, s'apprête à le renverser. Il doit se retirer très vite, avant d'apprendre que cette menace n'est pas sérieuse et reste finalement en Syrie, pour consolider sa position. Il installe ses troupes à Alep et à Harran, s'assure du soutien de la faction des Banu Kilab et s'empare du rebelle, Musa ibn Atamish. Il ordonne aussi la restauration de Acre.

### Lutte pour le pouvoir à Bagdad
Al-Muwaffak étant engagé dans un combat à mort contre les Zanj, l’ambitieux Ahmad Ibn Touloun voit une occasion d’accroître son pouvoir. Il imagine d'offrir au calife auquel il ne reste plus que l’ombre du pouvoir de s’enfuir en Égypte pour se mettre en sécurité sous la protection de son fidèle vassal contre son trop puissant frère. Il avait compté sans la vigilance d’Al-Muwaffak. Ce dernier,  apprenant cette manœuvre fait saisir le calife  Al-Mu`tamid, et le fait emmener enchaîné à Samarra (882).
Al-Muwaffak oblige son frère le calife  Al-Mu`'tamid à jeter l’anathème sur Ahmad. Celui-ci est récusé pour présider le pèlerinage et les Toulounides sont dénoncés dans les assemblées.

### Suite et fin du règne
Ibn Touloun meurt en 884. Son fils Khoumarawiya contraint le calife abbasside à lui reconnaître, pour lui et ses descendants et pour une période de trente ans, le gouvernement de l’Égypte et de la Syrie, contre le paiement d’un tribut annuel. En 896, Khoumarawiya est assassiné à Damas et ses successeurs ne peuvent maintenir l’autonomie de l’Égypte. Et en 905, l’armée du calife abbasside écrase les forces toulounides et s’empare de Fostat. L’Égypte redevient une simple province de l’Empire abbasside. 
Ahmad Ibn Touloun aura été un homme à poigne, un visionnaire. Signe du prestige retrouvé de l'Égypte, Khoumarawiya, l'enfant d'Ibn Touloun lui-même fils d'un esclave samarrien, épouse la fille du calife dans une cérémonie au faste inouï.

## L’œuvre
Il fait construire au Caire de nombreux palais et mosquées. La mosquée Ibn Touloun, située au Caire islamique, est la plus ancienne du Caire encore existante et une des plus grandes en superficie, l’ensemble couvrant 2,5 ha. 
Son minaret à escalier en spirale adopte la forme en réduction du célèbre minaret de la grande Mosquée de Samarra (Iraq). La mosquée est majestueuse, avec son immense cour entourée de portiques aux décorations. Au milieu de la cour intérieure se dresse un dôme avec quatre entrées en arcades et abritant en son centre une fontaine pour les ablutions.